# Andrea Dato
Andrea Dato (Roma, 27 marzo 1979) è un giocatore di poker e ingegnere italiano.

## Biografia
Figlio di due famosi giocatori di bridge, inizia a giocare a Magic: The Gathering dall'età di 14 anni e per tutta l'adolescenza insieme a suo fratello Federico, passando poi per gli scacchi nel periodo del liceo, ed infine approdando al texas hold 'em nel 2004. Nel frattempo si laurea a pieni voti in ingegneria, praticando la professione per 5 anni prima di decidere di dedicarsi totalmente al poker. Nel 2008, infatti, con l'arrivo del poker online in Italia, decide di dedicarsi a tempo pieno a questo sport, giocando con il nickname "datino".
Nel 2011, in seguito alla sponsorizzazione da parte di Glaming, partecipa alla prima stagione di "Come Giochi?" in onda sul canale PokerItalia24 insieme ai compagni di team Jackson Genovesi e Flavio Ferrari Zumbini e alla loro valletta Diletta Leotta.

## Poker
Nel 2010 Dato vede da vicino il braccialetto delle WSOP, concludendo al terzo posto nel torneo $1,500 No Limit Hold’em – Triple Chance, per una vincita di $138,044.
Nel 2011, nell'arco di due mesi, arriva al tavolo finale all'IPT e al WPT di Venezia.
Nel 2012 sfiora i tavoli finali altre due volte alle WSOP arrivando 12º nel torneo $10,000 No Limit Hold'em – Six Handed e 12° nel torneo $5,000 No Limit Hold'em.
Nel 2013 partecipa al Main Event delle WSOP, ottenendo un 60º posto che gli frutta una vincita di $123,597. Nello stesso anno vince la tappa del WPT Venice Carnival battendo Sam Trickett all'heads-up, per una prima moneta di €105,000.
Al 2015, i suoi guadagni nei tornei live arrivano a $1,709,847.